# Haval F7
Der Haval F7 ist ein SUV der zum chinesischen Automobilhersteller Great Wall Motor gehörenden Marke Haval.

## F7 (2018–2024)

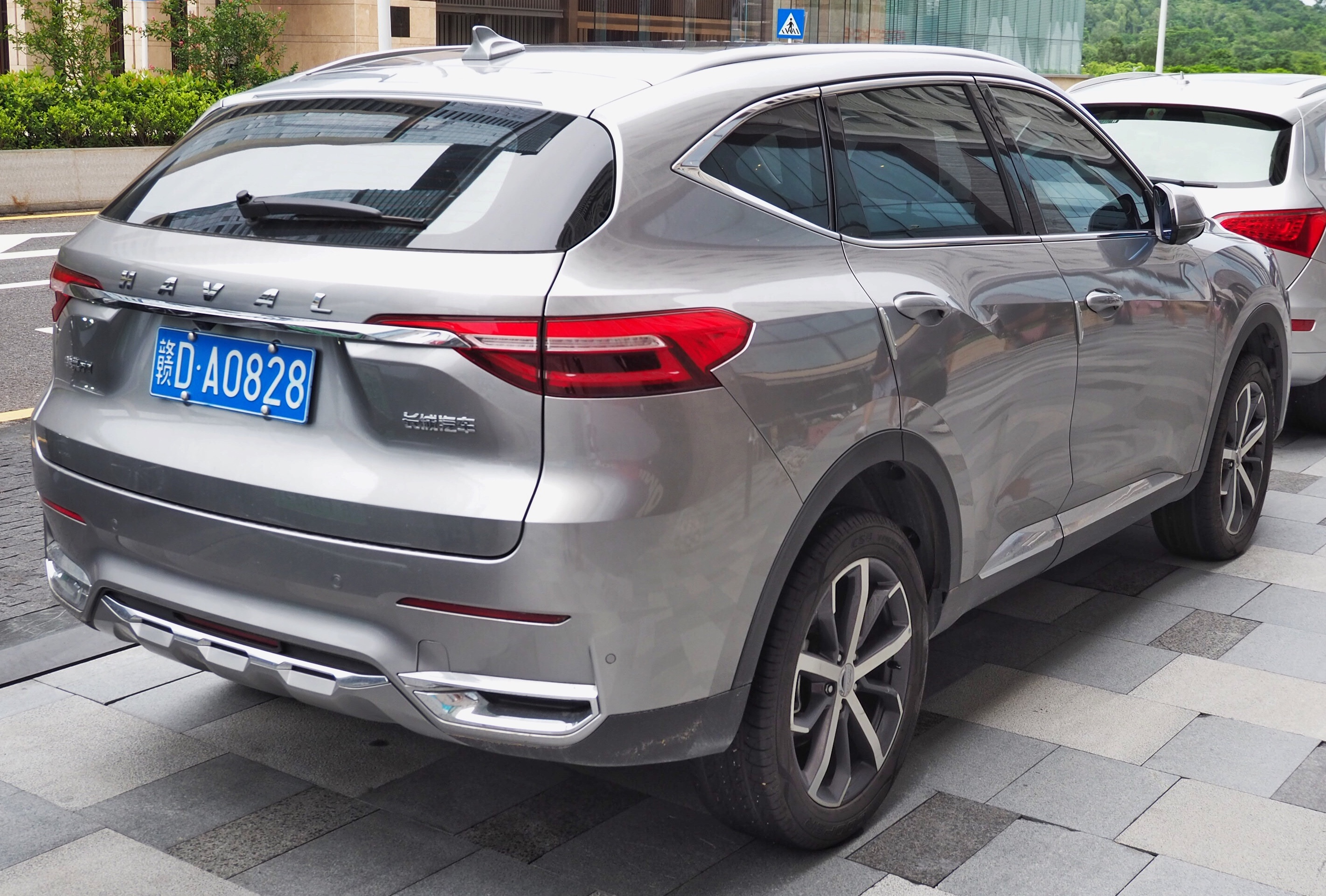
Heckansicht

Das Fahrzeug debütierte im August 2018 auf der Moscow International Motor Show. Im November 2018 kam es in China in den Handel. Der russische Markt folgte im Frühjahr 2019. Eine überarbeitete Version wurde im Januar 2022 vorgestellt. Das Fahrzeug war über dem Haval F5 positioniert und basiert auf dem Wey VV6. Einen ersten Ausblick auf das SUV zeigte Haval bereits auf der Shanghai Auto Show im April 2017 mit dem Konzeptfahrzeug Haval HB-03.
Der als SUV-Coupé bezeichnete Haval F7x basiert auf dem F7.

### Technische Daten
Den Antrieb des F7 übernimmt in China entweder ein 1,5-Liter-Ottomotor mit 124 kW (169 PS) oder ein Zweiliter-Ottomotor mit 145 kW (197 PS) oder 165 kW (224 PS). In Russland war ein 1,5-Liter-Ottomotor mit 110 kW (150 PS) oder ein Zweiliter-Ottomotor mit 140 kW (190 PS) erhältlich.
|                                             | F7 1.5                         | F7 2.0                         | F7 2.0                         | F7 1.5                         | F7 2.0                         |
| Markt                                       | China                          | China                          | China                          | Russland                       | Russland                       |
| Bauzeitraum                                 | 11/2018–07/2022                | 11/2018–06/2019                | 06/2019–07/2022                | 05/2019–08/2024                | 05/2019–08/2024                |
| Motorkenndaten                              |                                |                                |                                |                                |                                |
| Motortyp                                    | R4-Ottomotor                   | R4-Ottomotor                   | R4-Ottomotor                   | R4-Ottomotor                   | R4-Ottomotor                   |
| Hubraum                                     | 1499 cm³                       | 1967 cm³                       | 1967 cm³                       | 1499 cm³                       | 1967 cm³                       |
| max. Leistung bei min−1                     | 124 kW (169 PS) / 5000–5600    | 145 kW (197 PS) / 5200–5500    | 165 kW (224 PS) / 5500         | 110 kW (150 PS) / 5000–5600    | 140 kW (190 PS) / 5500         |
| max. Drehmoment bei min−1                   | 285 Nm / 1400–3000             | 345 Nm / 2000–3200             | 385 Nm / 2000–3200             | 280 Nm / 1400–3000             | 340 Nm / 2000–3200             |
| Kraftübertragung                            |                                |                                |                                |                                |                                |
| Antrieb, serienmäßig                        | Vorderradantrieb               | Vorderradantrieb               | Vorderradantrieb               | Vorderradantrieb               | Vorderradantrieb               |
| Antrieb, optional                           | —                              | (Allradantrieb)                | (Allradantrieb)                | (Allradantrieb)                | (Allradantrieb)                |
| Getriebe, serienmäßig                       | 7-Gang-Doppelkupplungsgetriebe | 7-Gang-Doppelkupplungsgetriebe | 7-Gang-Doppelkupplungsgetriebe | 7-Gang-Doppelkupplungsgetriebe | 7-Gang-Doppelkupplungsgetriebe |
| Messwerte                                   |                                |                                |                                |                                |                                |
| Höchstgeschwindigkeit                       | 180 km/h                       | 195 km/h                       | 200 km/h                       | 180 km/h                       | 195 km/h                       |
| Beschleunigung, 0–100 km/h                  | 9,7 s                          | 8,8 s                          | k. A.                          | 11,0 s                         | 9,0 s                          |
| Kraftstoffverbrauch auf 100 km (kombiniert) | 6,8 l Super                    | 7,3 l Super                    | 7,3 l Super                    | 8,2 l Super (8,4 l Super)      | 8,8 l Super (9,4 l Super)      |
| Tankinhalt                                  | 56 l (ab 06/2019: 55 l)        | 56 l                           | 55 l                           | 56 l                           | 56 l                           |

## F7 (seit 2024)

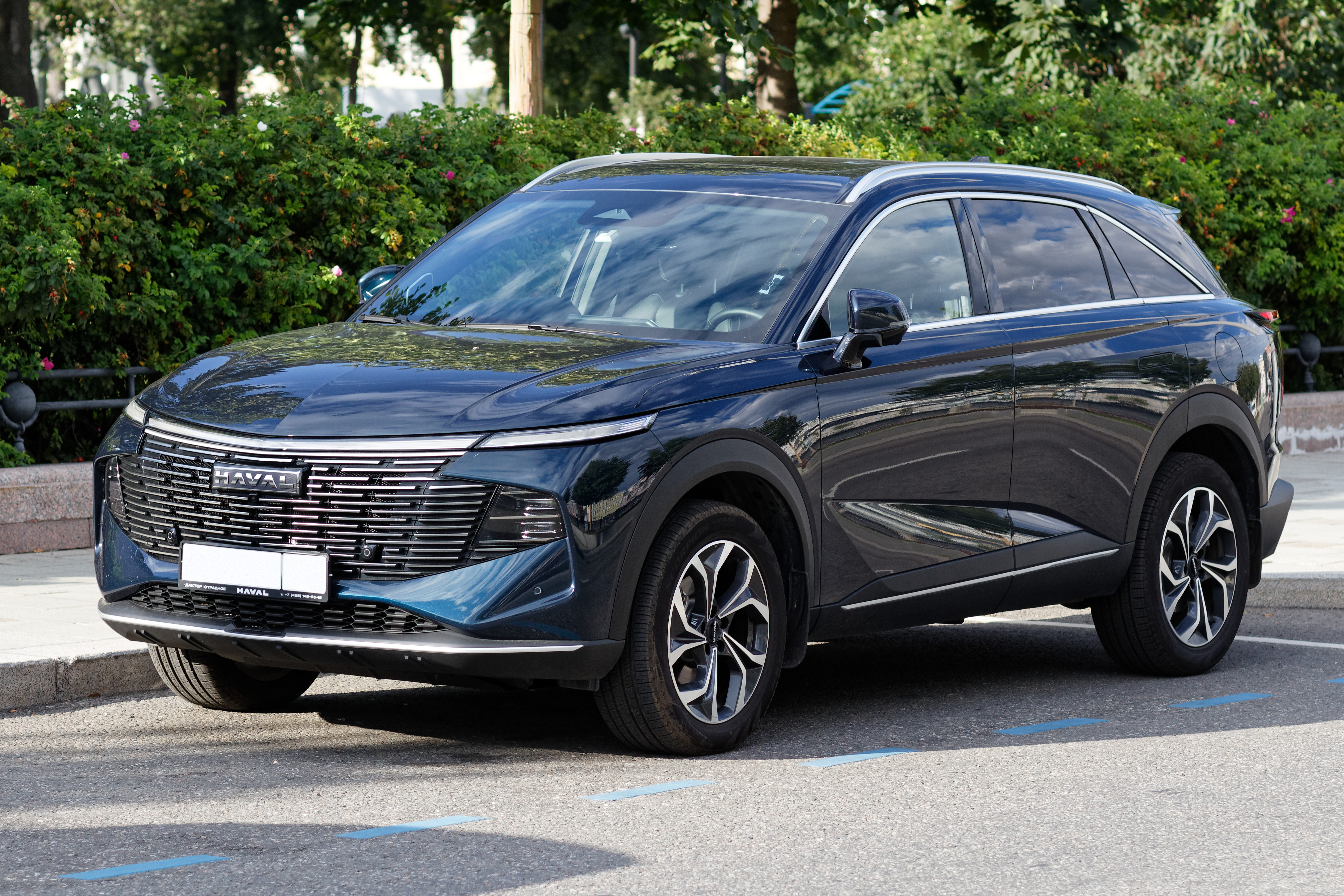
Haval F7 (seit 2024)

Der in China 2021 eingeführte Haval Shenshou wird seit August 2024 in Russland als Haval F7 angeboten.